# Бристольский университет

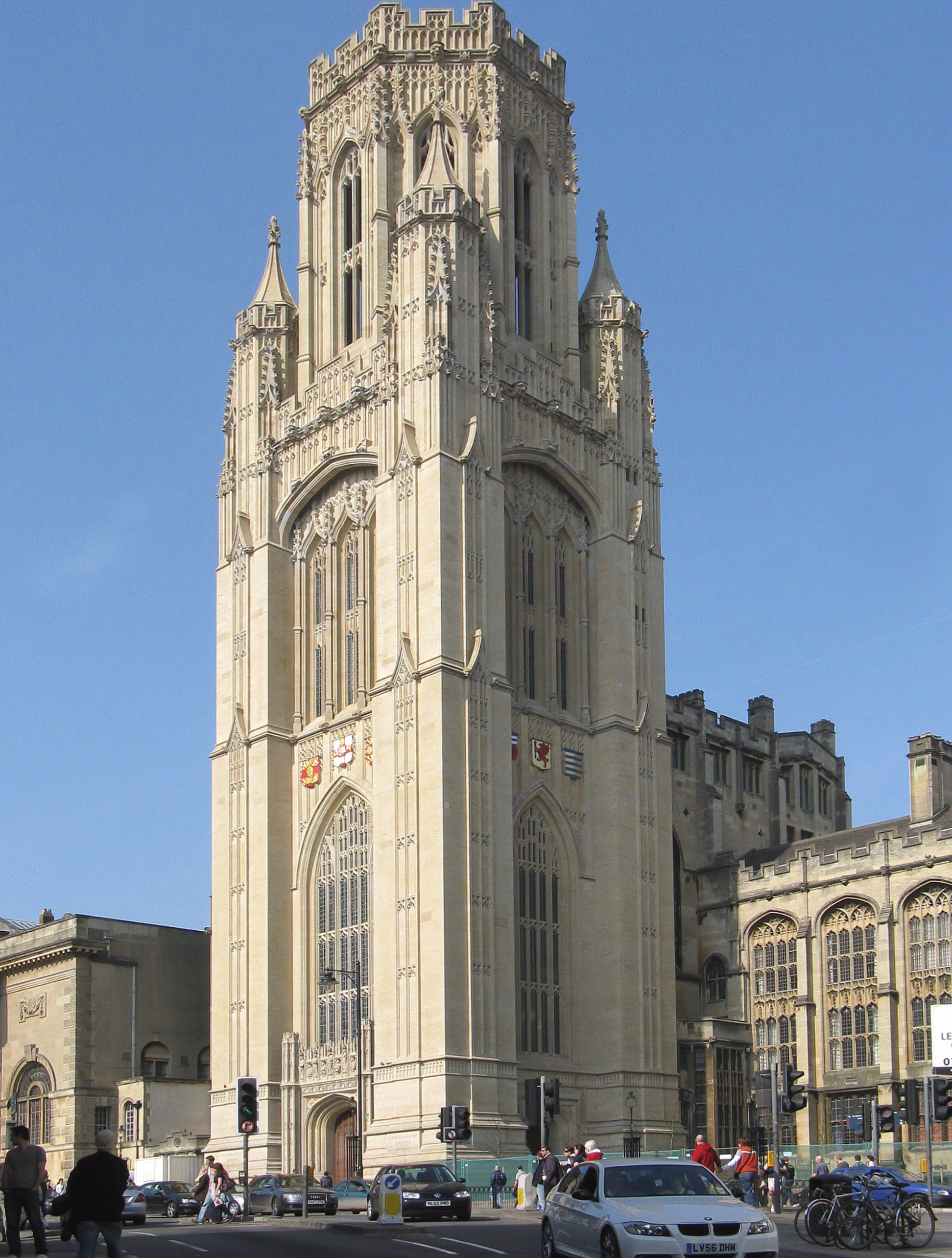
Мемориальное здание Уиллса (юридическая школа) на Парк-Стрит. Здание было обновлено в 2006—2007 гг.

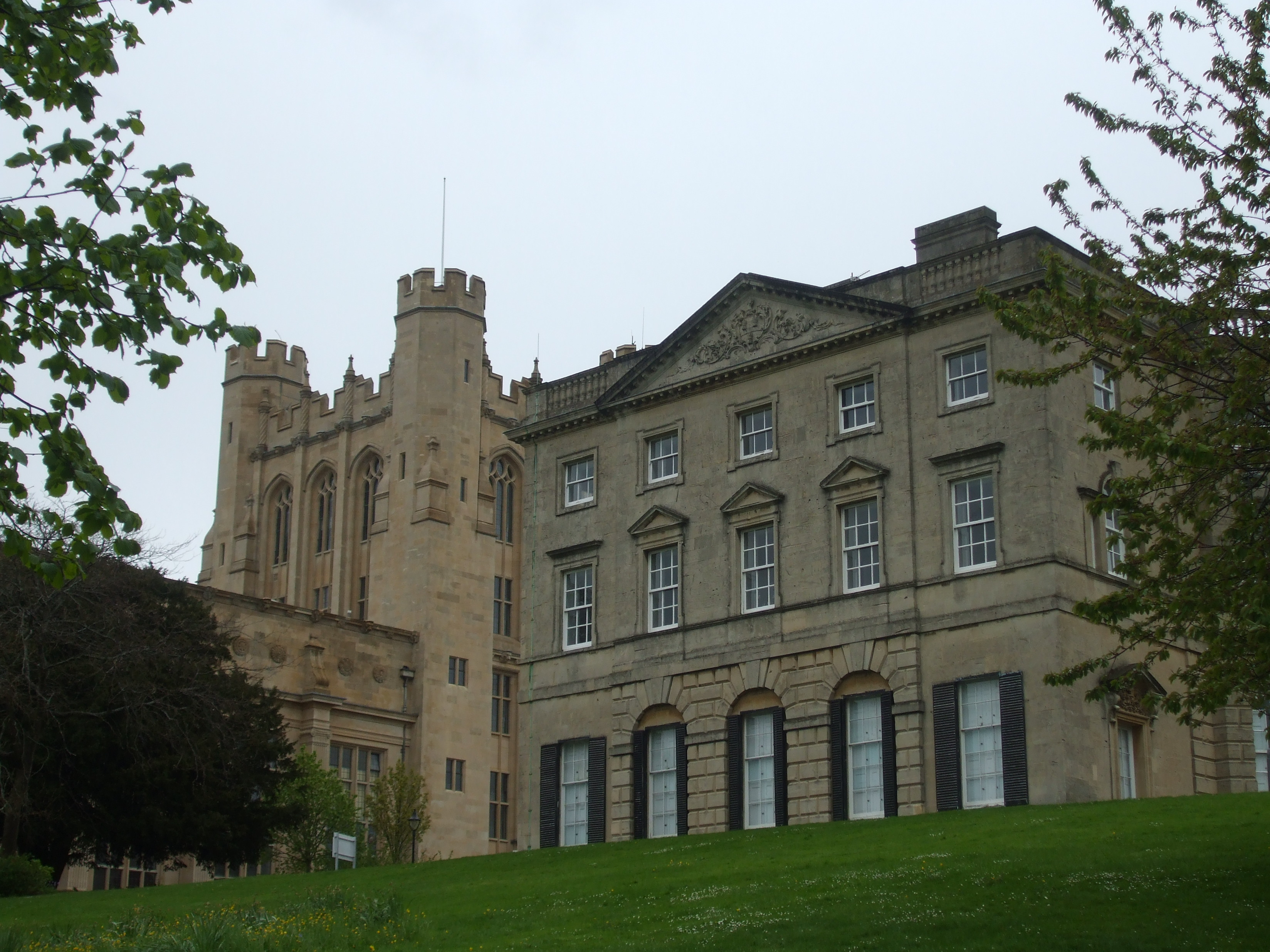
Royal Fort and the Physics department

Бристольский университет (англ. University of Bristol) в городе Бристоль (Великобритания) входит в группу «университетов из красного кирпича» (то есть изначально бывших политехническими колледжами). Получил Королевскую хартию в 1909 году. Является правопреемником Университетского колледжа в Бристоле, существовавшего с 1876 года. Университет имеет годовой оборот в 347 млн фунтов стерлингов и является крупнейшим независимым работодателем Бристоля. Входит в десятку лучших университетов Великобритании и 45 лучших университетов мира по версии QS World Rankings.
Университет входит в престижную группу «Рассел», Коимбрскую группу, а также во Всемирную сеть университетов. Количество студентов составляет около 18 тысяч.

## Известные профессора
- Берри, Майкл
- Бом, Дэвид
- Бэддли, Алан
- Дарвин, Чарльз Галтон
- Канлифф, Барри
- Леннард-Джонс, Джон Эдвард
- Мотт, Невилл Франсис
- Рамзай, Уильям
- Россетти, Рето